# (21605) Reynoso
(21605) Reynoso est un astéroïde de la ceinture principale d'astéroïdes.

## Description
(21605) Reynoso est un astéroïde de la ceinture principale d'astéroïdes. Il fut découvert le 12 février 1999 à Socorro (Nouveau-Mexique) par le projet LINEAR. Il présente une orbite caractérisée par un demi-grand axe de 3,06 UA, une excentricité de 0,11 et une inclinaison de 10,9° par rapport à l'écliptique.

## Compléments